# 追殺比爾2：愛的大逃殺
《追殺比爾2：愛的大逃殺》（英語：Kill Bill: Volume 2）是一部2004年美國電影，由昆汀·塔倫提諾自編自導，也是《追殺比爾》續集。
該電影融合港式武打、日本武士道與義大利式西部片的風格，以血腥暴力的方式呈現，也是「暴力美學」的代表作之一。

## 劇情
承上集新娘已經解決所有人了，最後一個目標就是比爾。比爾來找他的弟弟巴德，跟他說了有關新娘醒來以及接二連三找往日的仇人算帳，現在是時候輪到巴德了。
新娘當晚埋伏在巴德所住的流動拖車準備刺殺他，但是沒想到已經多年不當殺手的他，竟然可以察覺到她的殺氣。新娘一開門，立刻遭到早已等待多時的雙管獵槍命中，幸運的是新娘並沒有死，但是也傷勢嚴重起不來，而巴德亦決定把她活活埋進墳墓內，而且打算賣掉那把由八取大師打造的刀賣給艾勒。在活埋棺材中新娘想起了赴中國向傳奇武學宗師白眉學藝的往事，以白人女性的身分受盡屈辱但逐漸獲得白眉尊重，最終沒有知道她是否習得傳說的五雷穿心掌，但習得了鐵砂掌，能在三吋距離內運吋勁打出重拳，以此招終於逃出棺材。
經歷沙漠流浪後新娘終於回到巴德的拖車，此時艾勒和巴德正在拖車內進行交易，艾勒以藏有大量現金的行李箱換取新娘的刀，殊不知巴德就在計算金錢之際卻被艾勒事先藏在行李箱中的黑曼巴蛇咬傷面部，最後亦漸漸死去。新娘殺出，兩人大戰中獨眼女交代了當初她們同為白眉門下師姊妹，她是因出言不遜被白眉挖去一眼，後來用下毒毒死白眉師傅，新娘得知後發狠勁再挖去她另一眼，兩眼失明的她成為瘋子於是便讓她留下自生自滅。
新娘探聽到比爾的住處衝入，卻發現自己女兒居然活著，比爾娓娓道出真相，當年教堂時，故意打歪那一槍，使她變成植物人，因為比爾非常清楚她的毅力與意志知道她一定會醒來東山再起。原來當年她是比爾旗下殺手兼情人，發現自己竟然懷了比爾的孩子，但是在眾多原因之下，決定一聲不響地離開比爾，因而認識了另一個男人，並打算與他結婚。比爾長久以來以為新娘死於那個任務之下，並且非常難過，傷心。但是沒想到竟然發現她與另一個男人在一起，並打算結婚而且還有了孩子。當時比爾並不知道那個孩子是他的。
於是比爾決定幹掉所有人，在對新娘開槍時得知孩子是自己的。故意留新娘一命並開刀把她女兒取出來，認真的照顧女兒。但比爾為何要這樣呢？而且不惜犧牲他的部下與一些無辜的人。全因比爾知道新娘是位天生的超級天才殺手。為了不想因結婚而埋沒她的殺人天份，因而佈下這個局，並使自己也希望能夠被新娘殺掉。兩個人談完了往事之後立刻動手但打成平局，危急之時沒想到新娘真的習得傳說的五步穿心掌(Five Point Palm Exploding Heart Technique)，比爾走了五步之後。就心臟爆裂瞬間死亡，新娘帶著女兒展開新生活。

## 演員
| 演員                          | 角色                                                        | 備註                                                                                              |
| 鄔瑪·舒曼 Uma Thurman         | 碧翠絲·奇多／新娘(代號: 黑曼巴蛇) Beatrix Kiddo / The Bride | 原是職業殺手集團「毒蛇」的成員。四年前,親眼目睹未婚夫與朋友被殺害後, 決定向從前的成員們一一報復。 |
| 大衛·卡拉定 David Carradine   | 比爾 (代號:弄蛇者) Bill                                     | 職業殺手集團「毒蛇」的首腦，是「新娘」的前度情人。在「新娘」的復仇計劃裡，他是最後一名目標。      |
| 麥可·麥德森 Michael Madsen    | 巴德 (代號:響尾蛇) Budd                                     | 比爾的弟弟。原是職業殺手集團「毒蛇」的成員。現職為脫衣舞俱樂部保鏢。                              |
| 戴露·漢娜 Daryl Hannah        | 艾勒·崔佛 (代號:加州山毒蛇) Elle Driver                     | 原是職業殺手集團「毒蛇」的成員，是「新娘」復仇計劃裡的第四名目標。                                |
| 劉家輝                        | 白眉道人 Pai Mei                                            | 一位武術高強的道士。比爾、艾勒和「新娘」曾是他的學生。                                            |
| 麥可·帕克斯 Michael Parks     | 埃斯特班 Esteban Vihaio                                     | 是一名已隱退的淫媒，與比爾有著父子般的關係。                                                      |
| 波·史文森 Bo Svenson          | 哈莫尼牧師 Reverend Harmony                                 | 任職於「新娘」和她的未婚夫原定舉行結婚典禮的教堂裡，在比爾和他的同伴亂槍掃射下，當場中彈身亡。    |
| 山繆·傑克森 Samuel L. Jackson | 魯弗斯 Rufus                                                | 原來要為「新娘」和她的未婚夫在結婚典禮上彈奏風琴。在比爾和他的同伴亂槍掃射下，當場中彈身亡。      |
| 席德·海格 Sid Haig            | 傑 Jay                                                      | 巴德的同事，在脫衣舞俱樂部上班。                                                                  |
| 劉玉玲                        | 石井御莲 (代號: 食魚蝮) O-Ren Ishii                         | 原是職業殺手集團「毒蛇」的成員. 後為日本極道的大姐大。是一名中日美混血兒。                        |
| 薇薇卡・福克斯 Vivica A. Fox  | 薇妮塔・葛林 (代號:銅頭蝮) Vernita Green                    | 原是職業殺手集團「毒蛇」的成員。四年後已是一名家庭主婦。改名為吉恩·貝爾 (Jeannie Bell)            |
| 茱麗·德雷福斯 Julie Dreyfus   | 蘇菲·法塔莱 Sofie Fatale                                    | 御莲的律師、好友和副手，曾是比爾的手下。是一名中法混血兒。                                        |
| 千葉真一                      | 服部半藏 Hattori Hanzō                                      | 是一位已隐退的铸刀大师，現與徒弟在冲绳经营一間寿司店。為「新娘」做了一把日本刀。）                |
| 栗山千明                      | GOGO夕張 Gogo Yubari                                        | 御莲的保鏢，是一名高中生女殺手。                                                                  |

## 外部連結
- 官方网站
- 互联网电影数据库（IMDb）上《追殺比爾2：愛的大逃殺》的资料（英文）
- AllMovie上《追殺比爾2：愛的大逃殺》的资料（英文）
- Box Office Mojo上《追殺比爾2：愛的大逃殺》的資料（英文）
- 爛番茄上《追殺比爾2：愛的大逃殺》的資料（英文）
- Metacritic上《追殺比爾2：愛的大逃殺》的資料（英文）